# Julien (comte d'Orient)
Pour les articles homonymes, voir Julien.
Julien, mort en 363, est un haut fonctionnaire romain du IVe siècle. Frère de Basilina, épouse de  Jules Constance, il est l'oncle maternel de l'empereur Julien qui le nomme comte d'Orient après son accession au pouvoir.
Il est l'un des principaux acteurs de la réaction païenne mise en œuvre par son neveu après son installation à Antioche à l'été 362 jusqu'à sa mort l'année suivante.

## Biographie

### Famille
Il est le frère de Basilina, épouse de Jules Constance. Ce dernier est lui-même fils de Constance Chlore et de Théodora, et demi-frère de Constantin Ier,,,,. Il est ainsi l'oncle maternel de l'empereur Julien.
Selon Théodoret de Cyr, il est marié à une épouse chrétienne.

### Carrière
Avant 362, il est gouverneur de Phrygie et entretient de bons rapports avec le rhéteur Libanios qui lui adresse plusieurs lettres.
En 362, son neveu Julien, qui est devenu seul empereur à la fin de l'année précédente, le nomme comes Orientis. Comme plusieurs autres hauts dignitaires romains, il apostasie sa foi chrétienne et embrasse le paganisme.
L'empereur Julien le charge de la restauration du temple d'Apollon à Daphné, près d'Antioche, ville dans laquelle le nouvel empereur s'installe à partir de l'été 362,. Cette nomination et cette mission indiquent, selon l'historien Glanville Downey, l'importance que l'empereur Julien porte à sa nouvelle résidence.
Le comte d'Orient Julien fait partie de la délégation qui accueille le souverain à son arrivée dans la ville, et lui désigne notamment Libanios parmi la foule.
La réaction païenne et les vexations contre le christianisme mises en œuvre à Antioche par l'empereur Julien suscite de nombreuses tensions. L'incendie du temple d'Apollon à Daphné dans la nuit du 22 octobre 362, que l'entourage de Julien considère être un attentat chrétien, porte celles-ci à leur paroxysme. 
Le comte d'Orient Julien est chargé de mener la répression. Après s'être rendu à la cathédrale d'Antioche en compagnie de Félix et Elpidios, deux autres ministres de l'empereur, il gifle l'évêque Euzoïos, confisque la vaisselle liturgique et les offrandes des fidèles déposées dans l'édifice et le fait fermer,,,.
Le comte d'Orient Julien meurt peu de temps après, sans doute au début de l'année 363. Sa mort, après celle de Félix, est interprétée par certains comme un mauvais présage puisqu'elle renvoie aux inscriptions sur les effigies de l'empereur Julien : Felix, Julianus Augustusque, que l'on peut lire soit comme « heureux, Julien et Auguste » ou comme « Félix, Julien et l'Empereur ».